# پرستون نکست وینگام
پرستون نکست وینگام (به انگلیسی: Preston-next-Wingham) یک روستا و محله مدنی در بریتانیا است که در Dover واقع شده‌است. پرستون نکست وینگام ۶۷۴ نفر جمعیت دارد.